# 법제도
법제도(法制度)는 일정한 목적에 따라 체계적·유기적으로 배열된 법률관계의 전체를 가리킨다. 예를 들면 재산권·매매·어음·혼인 등의 모든 제도이다. 개개의 법규는 실제의 구체적 생활 관계에 공통적인 추상적 법률관계의 표현이다. 그리하여 사회적 및 법률적 목적에 따라 관련된 법규가 통일적으로 배열되어 제도가 형성된다. 이와 같이 법제도 그 자체는 법률관계의 정형(定型) 또는 이상형이지만 이 법제도에 착안함으로써 비로소 개개의 법규를 전체적·유기적 관련 아래 가장 잘 해석할 수 있다.
또한 법제도는 구체적인 일정한 목적에 관한 법규의 일단(一段)의 뜻으로 쓰이는 경우가 많다(예 : 대리·시효·집행유예). 구체적 법제도는 서로 다른 법제도와 목적－수단 관계로서 기능하거나(예 : 매매 ← 어음), 서로 경합(競合, 예 : 時效와 부당이득)하거나 한다. 그러나 각 제도는 법질서 전체에서 이해되어야 할 필요가 있다. 그렇지 않으면 도적이 점유 제도(占有制度)로, 무권리자가 어음 제도로 보호를 받게 된다는 등의 모순이 생긴다.
한편 법제(法制)는 법률의 제도 또는 법률로써 정해진 제도를 가리킨다.

## 같이 보기
- 법
- 법률관계